# Chogoria
Chogoria – miasto w Kenii, w hrabstwie Tharaka-Nithi. 
Według danych ze spisu powszechnego w 2019 roku liczyło 6267 mieszkańców – 3044 mężczyzn i 3223 kobiety.